# Germoplasma
Il germoplasma è il materiale ereditario trasmesso alla prole mediante le cellule germinali in grado di permettere di preservare in modo diretto la biodiversità a livello genetico e di specie. Esso inoltre rappresenta una risorsa genetica e contribuisce in maniera indiretta all'incremento della biodiversità.
Il mantenimento avviene in vivo:
- nel terreno ed il materiale è adeguatamente protetto da infezioni batteriche, virotiche, funginee;
- in vitro sterilmente, in locali idonei.

Gli insiemi, variatamente predisposti, puntano alla qualificazione delle produzioni vegetali con materiale certificato, ciò per una commercializzazione del materiale di propagazione delle piante come sancito da direttive comunitarie e nazionali.
Alcuni germoplasmi sono economicamente ininfluenti ma tecnicamente importantissimi; questi permettono di conoscere piante non più coltivate da secoli, per esempio diverse varietà di grano antico sono presenti all'Istituto di Genetica e Sperimentazione Agraria N. Strampelli, di Lonigo (VI).
Le banche del germoplasma e i parchi naturalistici concorrono alla Strategia nazionale per la biodiversità richiesta dalla Convenzione sulla diversità biologica, proteggono e mantengono elevata la biodiversità di una data specie, studiano e migliorano le sementi destinate allo sviluppo agricolo, analizzano parassiti e malattie, raccolgono e conservano i semi delle specie endemiche rare o a rischio di estinzione, andando a costituire le riserve per reintrodurre negli habitat originali le varietà che vanno scomparendo per cause naturali o in seguito all'intervento umano.

## In Italia
In Italia, secondo recenti studi, le specie a rischio di estinzione sono 1020 su un totale di 7634 censite (6711 specie e 2125 sottospecie).
A Pavia il 9 febbraio 2005, viene firmato il Protocollo di intesa della rete di Banche del Germoplasma denominata RIBES, acronimo di Rete Italiana di Banche del germoplasma per la conservazione Ex Situ della flora spontanea italiana.
L'associazione, senza scopo di lucro, riunisce sul territorio italiano 18 istituzioni tra le quali figurano università, orti botanici, parchi nazionali, amministrazioni locali ed enti privati che si occupano della conservazione ex situ delle specie in via di estinzione.